# Guillaume Navoigille
 (septembre 2023).
La mise en forme du texte ne suit pas les recommandations de Wikipédia : il faut le « wikifier ».
Les points d'amélioration suivants sont les cas les plus fréquents. Le détail des points à revoir est peut-être précisé sur la page de discussion.
- Les titres sont pré-formatés par le logiciel. Ils ne sont ni en capitales, ni en gras.
- Le texte ne doit pas être écrit en capitales (les noms de famille non plus), ni en gras, ni en italique, ni en « petit »…
- Le gras n'est utilisé que pour surligner le titre de l'article dans l'introduction, une seule fois.
- L'italique est rarement utilisé : mots en langue étrangère, titres d'œuvres, noms de bateaux, etc.
- Les citations ne sont pas en italique mais en corps de texte normal. Elles sont entourées par des guillemets français : « et ».
- Les listes à puces sont à éviter, des paragraphes rédigés étant largement préférés. Les tableaux sont à réserver à la présentation de données structurées (résultats, etc.).
- Les appels de note de bas de page (petits chiffres en exposant, introduits par l'outil «  Source ») sont à placer entre la fin de phrase et le point final[comme ça].
- Les liens internes (vers d'autres articles de Wikipédia) sont à choisir avec parcimonie. Créez des liens vers des articles approfondissant le sujet. Les termes génériques sans rapport avec le sujet sont à éviter, ainsi que les répétitions de liens vers un même terme.
- Les liens externes sont à placer uniquement dans une section « Liens externes », à la fin de l'article. Ces liens sont à choisir avec parcimonie suivant les règles définies. Si un lien sert de source à l'article, son insertion dans le texte est à faire par les notes de bas de page.
- La présentation des références doit suivre les conventions bibliographiques. Il est recommandé d'utiliser les modèles {{Ouvrage}}, {{Chapitre}}, {{Article}}, {{Lien web}} et/ou {{Bibliographie}}. Le mode d'édition visuel peut mettre en forme automatiquement les références.
- Insérer une infobox (cadre d'informations à droite) n'est pas obligatoire pour parachever la mise en page.

Pour une aide détaillée, merci de consulter Aide:Wikification.
Si vous pensez que ces points ont été résolus, vous pouvez retirer ce bandeau et améliorer la mise en forme d'un autre article.
Pour les articles homonymes, voir Navoigille.
Guillaume Joseph Chevalier dit Guillaume Navoigille ou encore Navoigille aîné, né à Givet en 1749 et mort à Paris en novembre 1811, est un musicien français.

## Biographie

### Incertitudes biographiques
Les dates de naissance et de décès de Guillaume Navoigille sont inconnues. Il est actuellement admis aujourd'hui qu'il naquit vers 1745 à Givet et décéda en 1811 à Paris. Toutefois, la bibliographie de l'époque donne des dates différentes : Jean-Baptiste-Joseph Boulliot le fait naître à Givet le 10 mai 1740 et mourir en 1820 et Aubin Louis Millin de Grandmaison indique, dans son Magasin encyclopédique de 1812 - t.1, qu'il vit alors en Hollande. Il reste à déterminer s’il est mort à Givet ou à Paris.
Son nom même soulève des interrogations : vers l'an 1755 un noble vénitien nommé Giovanelli, fuyant Venise, vint se réfugier en France. Musicien habile il tirait parti de son talent sous le pseudonyme (et l'anagramme) de Navoigille. Changeant souvent de résidence, il se rendit à Givet où il s'arrêta quelque temps. Ayant reconnu dans Guillaume Joseph, alors âgé de quatorze à quinze ans, des dispositions pour son art il le demanda à ses parents s'engageant à pourvoir à l'avenir de cet enfant. Enfant qu'il adopta lui donnant le nom de Navoigille.[citation nécessaire]

### Le musicien
Guillaume Navoigille quitta Givet pour étudier la musique à Paris. Plus tard, Pierre-Alexandre Monsigny le fit entrer dans la maison du duc d'Orléans. Il s'était fait une réputation honorable comme chef d’orchestre par le talent dont il avait fait preuve en dirigeant celui du Concert de la Loge olympique.
Bon violoniste, il avait établi chez lui une école de violon gratuite dont l'élève le plus remarquable fut Alexandre Boucher.
En 1789, il entra comme chef des seconds violons à l'excellent opéra italien établi au théâtre Feydeau, appelé alors « Théâtre de Monsieur ». Cinq ans après, en 1794, il donna sa démission et devint le chef d’orchestre du théâtre de la « Pantomime nationale », devenu le « Théâtre de la Cité », jusqu'en 1798, date de la banqueroute de ce théâtre.
Selon François-Joseph Fétis, en 1841 : « la banqueroute du directeur le laissa sans emploi et dans une situation peu fortunée. Lorsque Plantade fut choisi, en 1805, pour diriger la musique du roi de Hollande, il fit entrer dans la chapelle de ce prince ses amis Navoigille et son frère. On n'a plus eu de renseignemens sur ces artistes depuis lors. »
En 1863, Fétis fils (voir ci-dessous) indique : « […]; la réunion de la Hollande à la France ramena celui-ci à Paris où il mourut au mois de novembre 1811. » En réalité, on le retrouve en 1816, 1817, 1818 et 1819 dans l'état des musiciens de la Chapelle royale de Versailles dressé par Luigi Cherubini, qui le décrit malade et "dans le besoin".

### Controverse sur la Marseillaise
Édouard Fétis, fils de François-Joseph et directeur du Conservatoire de Bruxelles, affirme dans Le Guide Musical (no 33-34 du 23 août & 3 septembre 1863) qu’un certain « Julien l’aîné, dit Guillaume Navoigille » serait l'auteur de la musique de La Marseillaise.
« Les copies de ces strophes se répandirent avec rapidité : on les chanta sur un air d'opéra qui était alors en vogue, et sur lequel je crois que la poésie fut composée. Une des copies du Chant de guerre de Rouget de l'Isle, parvenue à Paris, tomba entre les mains d'un bon musicien connu sous le nom de Navoigille quoique le sien fût Julien. Ardent républicain, Navoigille s'émut à la lecture de ces vers, et enfanta immédiatement le chant sublime qui leur assura l'immortalité. »
Le petit neveu de Rouget de Lisle porte alors plainte, et fait paraître une tribune contestant cette paternité; en novembre 1864 il finit par retirer sa plainte lorsque Fétis se rétracte.

## Ses œuvres
- VI Duetti a due violini, 1765
- VI Sonates à deux violons et basse, 1766
- Six Sonates à violon seul et basse, 1770, 37 p.
- Six Simphonies à grand orchestre qui peuvent s'exécuter à quatre parties, Paris : Bailleux & Lyon : Castaud, 1775
- Trois Simphonies à grands orchestre qui peuvent s'exécuter à 4, 1776
- Six Trios pour deux violons et basse, Paris : Melle de Silly, 1778

Il écrivit de la musique pour des pièces de théâtre et en particulier :
- La lanterne de Diogène, pantomime équestre, par J.-G.-A. Cuvelier, musique arrangée par Navoigille. Création à l'ouverture du Cirque-Olympique le 28 décembre 1807, Paris : Barba, 1808 .

Au théâtre de la Cité :
- Le Cri de la nature, ou le Fils repentant, comédie en 2 actes, en vers, mêlée d'ariettes, par Charles-Louis Tissot, musique de Navoigille. Création le 10 brumaire an II. 
- La Mort de Turenne : pièce historique et militaire, à grand spectacle, en trois actes, mêlée de pantomimes, combats et évolutions, paroles de Jean-Nicolas Bouilly et Jean-Guillaume-Augustin Cuvelier, musique arrangée par Navoigille et Baneux. Création le 29 prairial an V. 
- La Naissance de la pantomime, scène mélodramatique et allégorique mêlée de danses, par J.-G.-A. Cuvelier et J.-B. Hapdé, musique de Navoigille et Baneux. Création le 2 floréal an VI.
- L’Héroïne suisse, ou Amour et Courage, pantomime militaire en 3 actes, par J.-G.-A. Cuvelier et J.-B. Hapdé, musique de Navoigille et Baneux, ballets de Richard, décorations de Moench père et fils. Création le 7 prairial an VI
- Albert de Weimar, pièce en 3 actes, par Hector Chaussier, musique de Navoigille. Création le 11 nivôse an VI
- L'Empire de la folie, ou la Mort et l'apothéose de Don Quichotte, pantomime bouffonne en 3 actes et à spectacle, par J.-G.-A. Cuvelier, musique arrangée par Navoigille et Baneux. création en prairial an VII .

## Hommages
La ville de Givet lui a dédié une rue.